# Idiodes acuta
Idiodes acuta là một loài bướm đêm trong họ Geometridae.